# Militärflugplatz Nidda-Harb

i7
i11
i13
Der Militärflugplatz Nidda-Harb war ein zunächst von der Luftwaffe der Wehrmacht, später von den United States Army Air Forces (USAAF) genutzter Flugplatz im Stadtgebiet von Nidda (Hessen). Er bestand von 1936 bis zum Mai 1945.

## Lage
Der erst in den 1930er Jahren gegründete Ort Harb liegt in der nördlichen Wetterau im Harbwald, nördlich von Nidda im hessischen Wetteraukreis. Er wurde 800 Meter östlich des alten Ortes Borsdorf angelegt.
Der Flugplatz lag 3,1 Kilometer nordnordwestlich des Stadtzentrums von Nidda, direkt nordnordöstlich von Harb. Seine Koordinaten werden mit 50°26'17 N 8°59'27 O angegeben.

## Geschichte

### Planung und Bau
Erstmals urkundlich erwähnt wurde der Flugplatz Nidda-Harb 1935/36, als ca. 420 Morgen Wald östlich von Borsdorf für den Bau eines Militärflugplatzes gerodet wurden.
Der bei der Luftwaffe nur „Nidda“ genannte Flugplatz war ab August 1939 mit einer Fliegerhorstkommandantur belegt und als Einsatzhäfen I. Ordnung und Luftpark eingestuft. Er war dem Leithorst Langendiebach bei Hanau zugeordnet.
Im September 1938 wurde Nidda kurzzeitig durch eine Jagdgruppe belegt. Ab Februar 1940 bis zum Juni 1940 lagen der Stab und die III. Gruppe des Kampfgeschwaders 76 hier. Im Mai kam dann noch die I. Gruppe dieses Geschwaders hinzu. Dieses Kampfgeschwader nahm von hier aus mit Bombern vom Typ Dornier Do 17Z an der ersten Phase des Westfeldzuges teil. Erst im September 1944 erfolgte eine neue Belegung, als die II. Gruppe des Jagdgeschwaders 2 „Richthofen“ den Platz mit ihren Jagdflugzeugen vom Typ Focke-Wulf Fw 190 übernahm. Diese blieb bis zum März 1945.
An Heiligabend 1944 gegen 15 Uhr sollten Bomber der United States Army Air Forces (USAAF) den Flugplatz angreifen. Aufgrund einer Verwechslung warfen gegen 15 Uhr zwei Staffeln mit 26 Maschinen insgesamt 41,8 Tonnen Bomben auf das 11 Kilometer westlich gelegene Dorf Bellersheim. Dort starben 13 Menschen bei diesem Angriff.

### Nach dem Krieg
Vom 1. April bis zum 15. Mai 1945 wurde der Flugplatz von den United States Army Air Forces (USAAF) als Advanced Landing Ground ALG Y-87 Nidda genutzt. Die Graslandebahn mit der Ausrichtung 14/32 hatte die Maße 3600 × 120 Fuß (ca. 1100 × 36 Meter). Der Platz wurde als Versorgungs- und Evakuierungsflugplatz genutzt.
Nach dem Juni 1945 wurde der Flugplatz aufgelöst. Im ehemaligen Kasino befand sich in den 1980er Jahren ein Kinderheim.
Das Gelände wurde an die Nassauische Siedlungsgesellschaft übergeben, um das Gelände zu besiedeln. Diese Wohnsiedlung Harbwald war ein selbstständiger Gemarkungsteil von Borsdorf.

## Zwischenfälle
Am 2. April 1945 wurde ein Transportflugzeug des Typs Douglas DC-3/C-47A-65-DL der USAAF (Luftfahrzeugkennzeichen 42-100532) auf dem Flugplatz Nidda-Harb mittels einer Bauchlandung zu Boden gebracht. Das Flugzeug wurde irreparabel beschädigt. Über Personenschäden ist nichts bekannt.